# Željezov(II, III) oksid
Željezov(II, III) oksid (FeO x Fe2O3 ili Fe3O4 x Fe2O3; starog naziva fero-feri-oksid) je crni magnetičan prah, a u prirodi dolazi kao rudni mineral magnetit (Fe3O4 – uzima se kao takva skraćena formula).

## Svojstva i osobine
Najvažnija je ruda od svih mineralnih sirovina. Služi kao crni pigment, a i sastojak je termitne smjese. Služi kao elektrodni materijal, pa se od njega prave i elektrode za tehničku elektrolizu. Najstabilniji je od svih željezovih oksida.
Nastaje kao crni prah kad se žari Fe(OH)3, Fe(NO3)2 ili Fe2(SO4)3 na zraku.